# Космос-2281
Космос-2281 је један од преко 2400 совјетских вјештачких сателита лансираних у оквиру програма Космос.
Космос-2281 је лансиран са космодрома Плесецк, Русија, 7. јуна 1994. Ракета-носач Сојуз је поставила сателит у орбиту око планете Земље. 